# コム (カルヴァドス県)
コム （Commes）は、フランス、ノルマンディー地域圏、カルヴァドス県のコミューン。

## 地理
コムはエスキュールの丘の上にあり、ポルタン＝ベッサンから2km、バイユーの北8kmのところにある。

## 由来
地名は、既に1270年に現在のつづりであったことが証明されている。地名の起源は不明である。ガリア語の人名CommosまたはCommus、ラテン語のComusから派生したとみられる。自治体の土地を示す、ラテン語の語句communisから継承されたとみることもできる。

## 歴史
2007年から実施された考古学調査によると、エスキュールの丘にあるモン・カヴァリエの陣地において、新石器時代または青銅器時代に人が定住していたことが明らかになった。

## 人口統計
2017年時点のコミューンの人口は401人で、2012年当時の人口より5.25%増加した
| 1962年 | 1968年 | 1975年 | 1982年 | 1990年 | 1999年 | 2006年 | 2011年 | 2017年 |
| ------ | ------ | ------ | ------ | ------ | ------ | ------ | ------ | ------ |
| 350    | 324    | 278    | 360    | 382    | 397    | 411    | 391    | 401    |

参照元:1962年から1999年までは複数コミューンに住所登録をする者の重複分を除いたもの。それ以降は当該コミューンの人口統計によるもの。1999年までEHESS/Cassini、2006年以降INSEE

## 史跡
- ボスク城館 - 18世紀
- ノートルダム教会 - 11世紀。1897年再建。歴史的記念物[9]
- マノワール・ド・コム - 1869年から1873年にかけ、ジャン＝ルイ・パスカルにより再建。
- 納屋と教会の農場、玄関

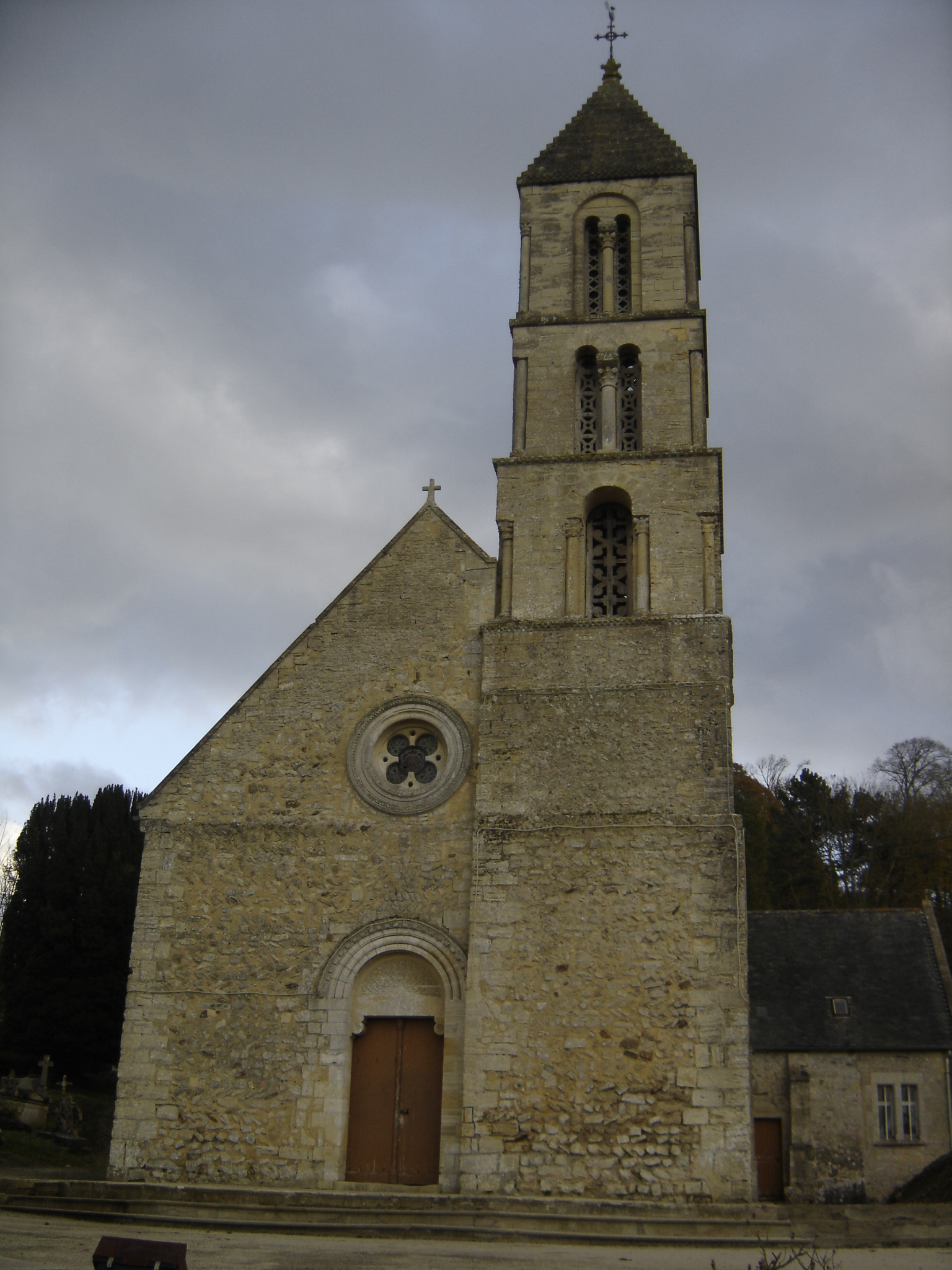
ノートルダム教会
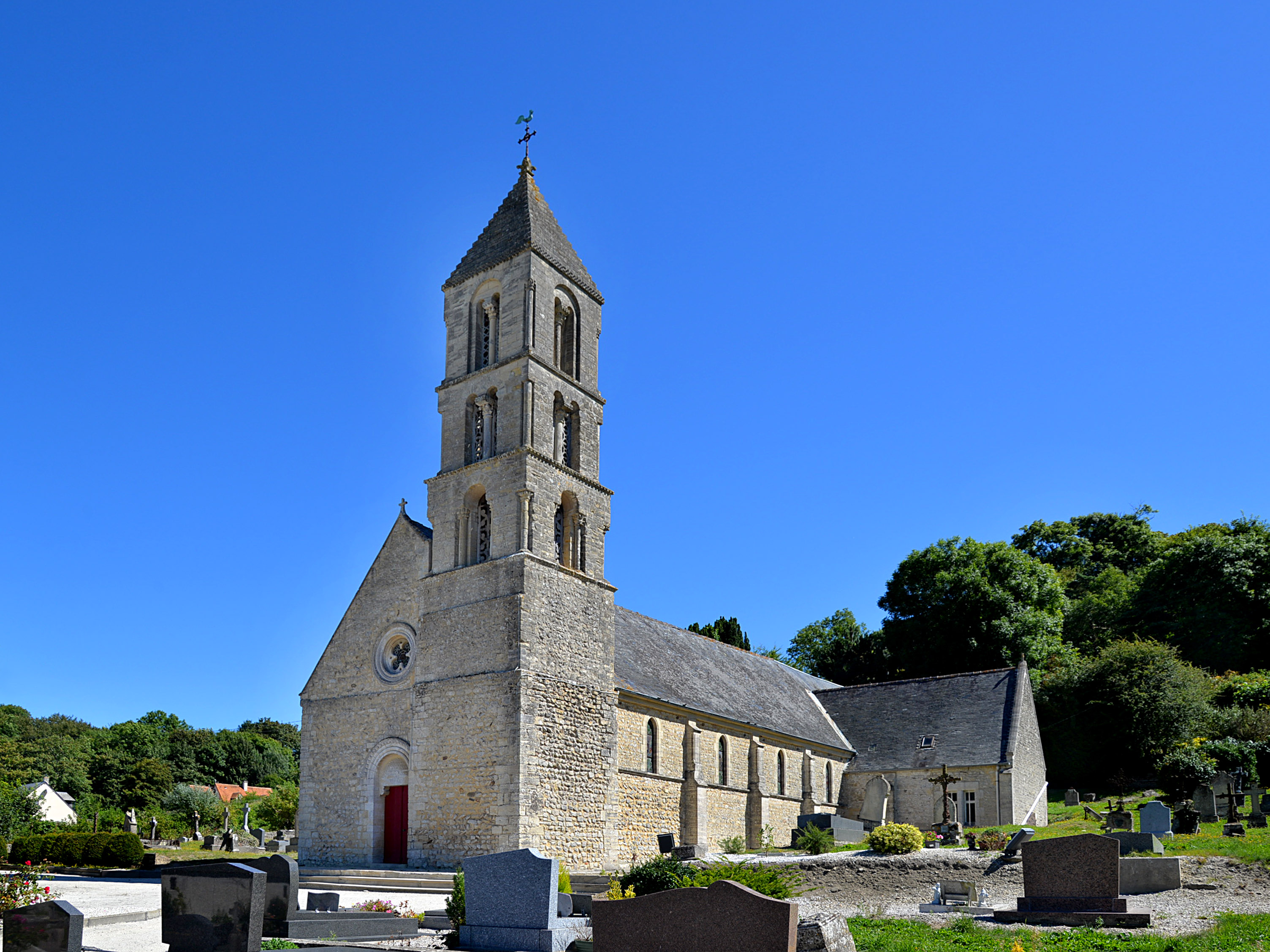
ノートルダム教会
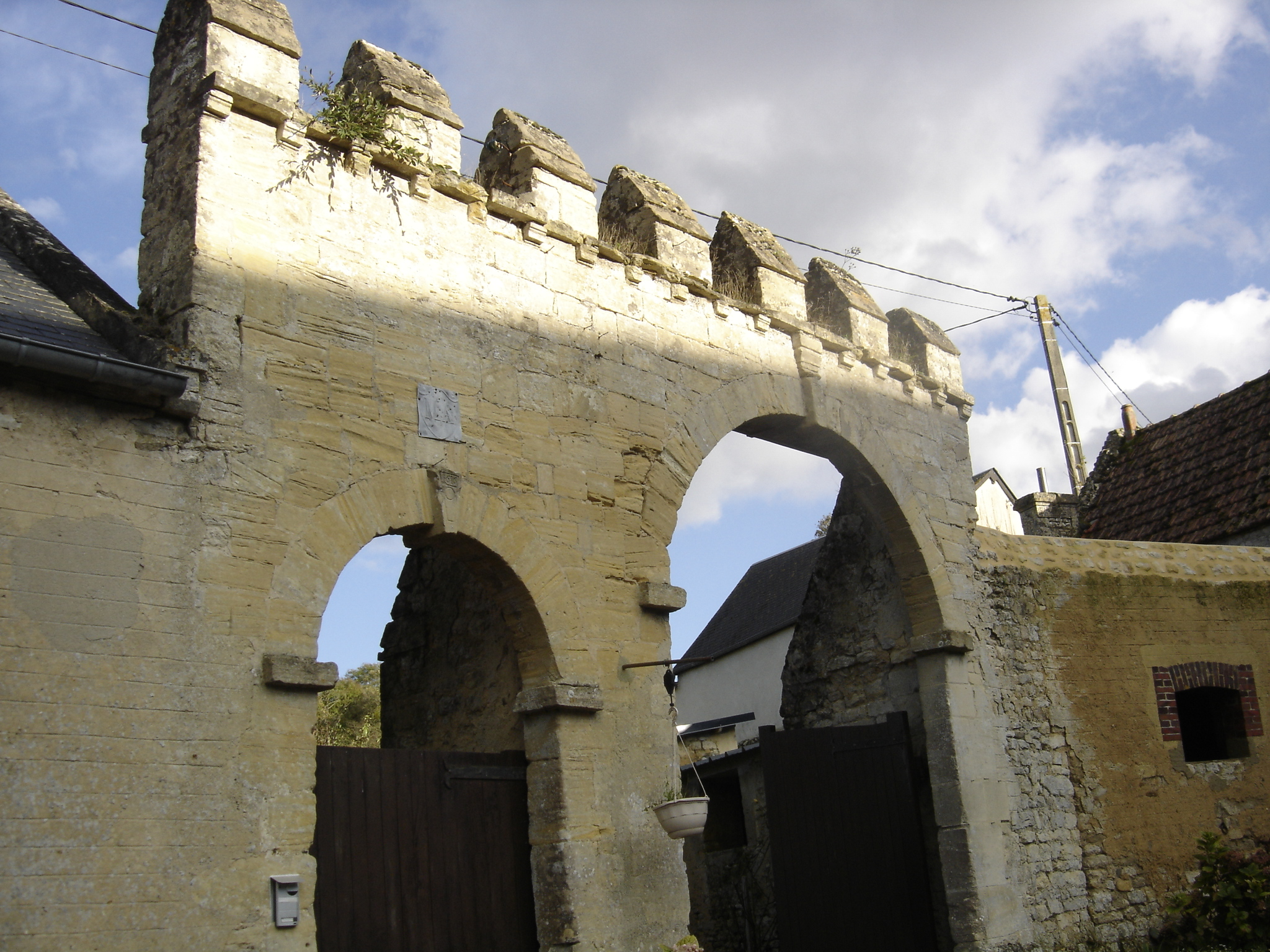
教会の農場の玄関
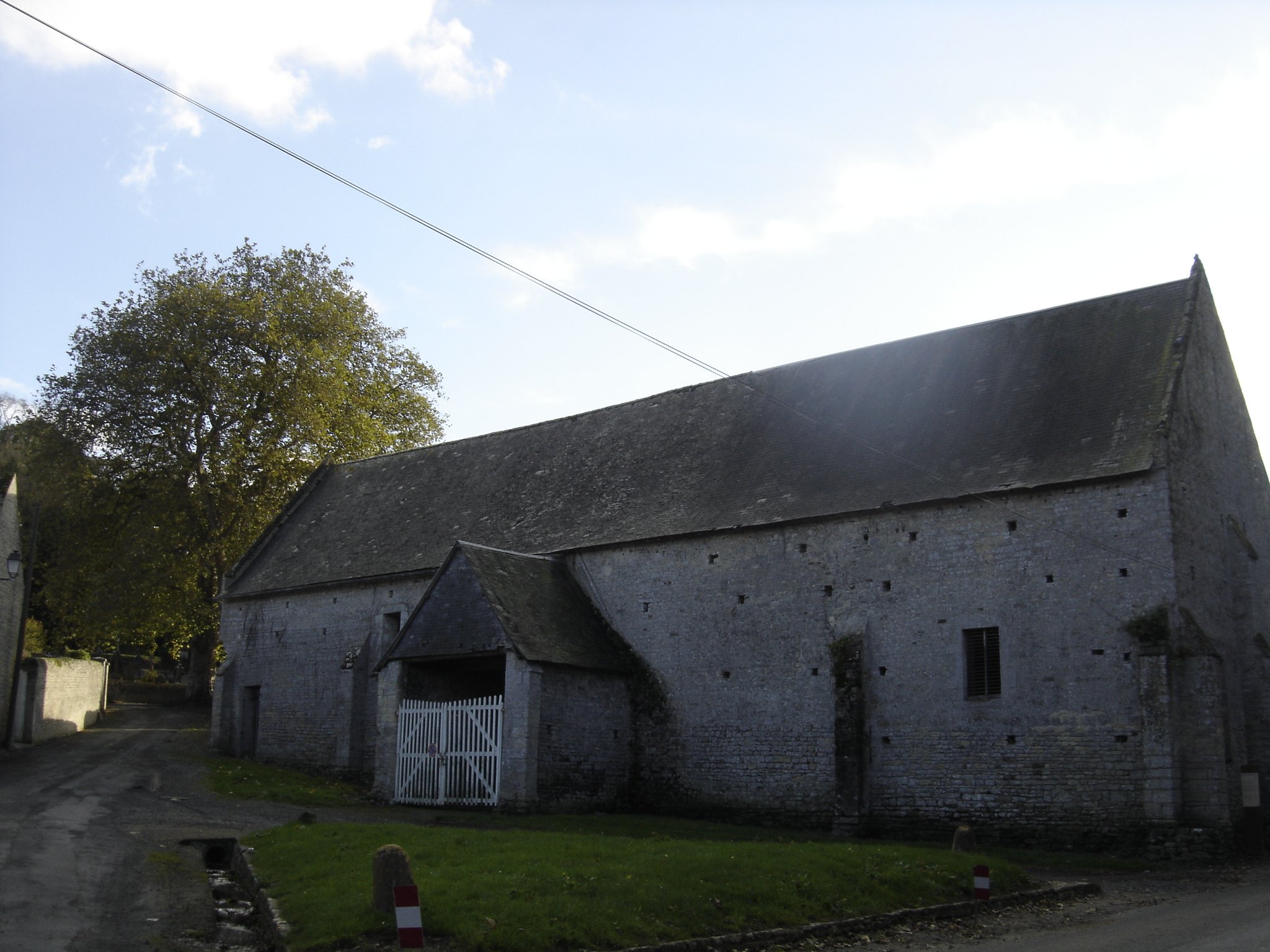
納屋
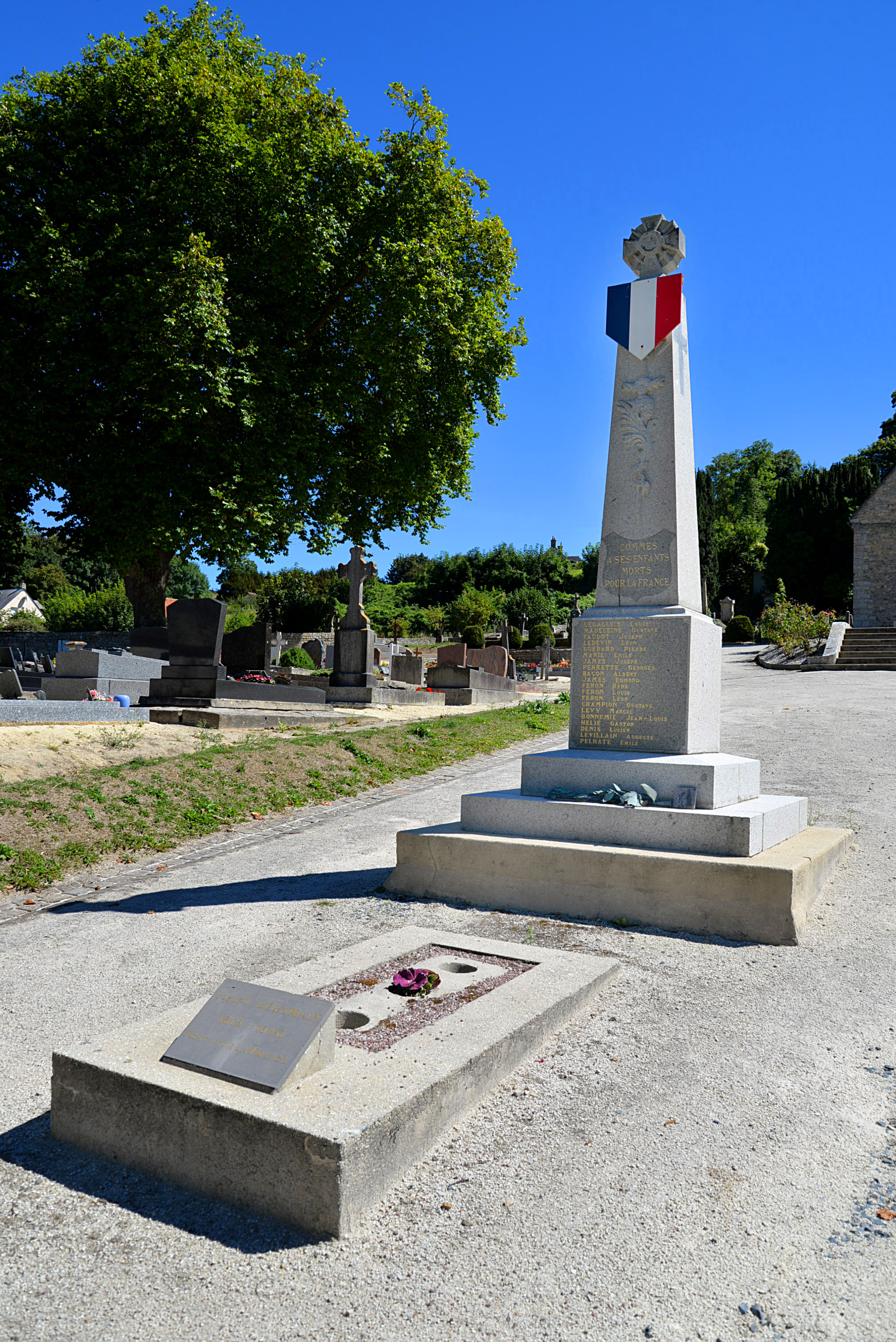
戦没者記念碑